# Informationsdefizit
Ein Informationsdefizit ist in der Informationstheorie das Vorhandensein von Entropien, die durch einen geringen Informationsgehalt eine vollkommene Information verhindern.

## Allgemeines
Information ist in der Wirtschaft allgemein zweckorientiertes Wissen über Ereignisse, Personen, Sachverhalte, Situationen oder Zustände. Suboptimales Wissen ist deshalb ein Risiko. Für Frank Knight bewegen sich 1921 derartige Risiken zwischen „vollständiger Gewissheit“ und „vollständiger Ungewissheit“. Winfried Hacker versteht unter einem Informationsdefizit das Fehlen von Informationen, das Nichtvorliegen von Informationen zur richtigen Zeit, die Unvollständigkeit von Informationen oder Fehlerhaftigkeit von Informationen.
Informationsdefizite können auch mit Hilfe von Marktbegriffen erklärt werden. Ein Informationsdefizit kann entstehen, wenn eine Informationsnachfrage (Informationsbedarf) das Informationsangebot übersteigt. Es stellt dann einen Nachfrageüberhang an Informationen dar. Angebot und Nachfrage der Informationen ins Gleichgewicht zu bringen, ist nach Helmut Krcmar Aufgabe des Informationsmanagements im Rahmen der Informationswirtschaft.
Eine informationstheoretische Entropie strebt das Maximum der Gleichverteilung an: Ein Glas mit Wasser und einem Eiswürfel enthält weniger Entropie als dasselbe Glas mit geschmolzenem Eis. Eine hohe Entropie weist deshalb auf ein Informationsdefizit hin. Mit einer kleiner werdenden Menge an Information wächst das Informationsdefizit.

## Herleitung
Die Verwendung des Begriffs „Informationsdefizit“ ist sehr uneinheitlich. Im Arrow-Debreu-Gleichgewichtsmodell jedenfalls haben alle Marktteilnehmer alle Informationen, die sie für ihre Entscheidungen benötigen. Das gilt auch im vollkommenen Wettbewerb auf vollkommenen Märkten. Hier sind keine Informationsdefizite vorhanden. Diese Modelle sind jedoch wirklichkeitsfremd. Auf einem Markt (etwa dem Gütermarkt) besitzt meist der Käufer ein Informationsdefizit gegenüber dem Verkäufer (Kaufrisiko), weshalb bereits im römischen Recht der Rechtsgrundsatz „möge der Käufer aufpassen“ (lateinisch caveat emptor) entstand.   

### Versicherungswesen
Wichtige Hinweise über Informationsdefizite liefert die Versicherungsbetriebslehre. „Die Ursache des Risikos liegt darin begründet, dass dem Entscheidungsträger zum Planungs- oder Entscheidungszeitpunkt lediglich unvollkommene Informationen zugänglich sind; insoweit sind Informationsdefizite Ursache des Risikos“. Dieter Farny schließlich definiert Risiko als „Wahrscheinlichkeitsverteilung von möglichen Ergebnissen einer Handlung“. Ihm zufolge wirken Umweltzustände auf die Beziehung zwischen Handlung und Resultat ein, die als Zufall bezeichnet werden, wenn sie unvorhersehbar waren. Andererseits begründet sich Farny zufolge das Risiko auf das Vorhandensein eines Informationsdefizits, das mit dem Begriff des unvollkommenen Wissens einhergehe. Der Versicherungsschutz wird im Versicherungswesen auch als Informationsgut interpretiert, und zwar als prognostische Information, dass der Versicherer die Aufrechterhaltung bestimmter Zustände der Wirtschaft des Versicherungsnehmers garantiert. Hierdurch wird das Informationsdefizit des Versicherungsnehmers über künftige Zustände reduziert.

### Bankwesen
Im Bankwesen wirkt sich ein Informationsdefizit der Gläubiger (Anleger, Sparer) im schlimmsten Fall dahingehend aus, dass insbesondere einzelne Kleinanleger bereits bei der geringsten negativen Nachricht über die Unternehmensdaten eines Kreditinstituts nach dem „me first-Prinzip“ dazu neigen, ihre Kapitalanlagen durch Barauszahlung vor der drohenden Insolvenz zu retten versuchen. Das anschließende Herdenverhalten kann einen Ansteckungseffekt auslösen, der schließlich einen Bankansturm zur Folge hat. Beklagt wird in diesem Zusammenhang auch das zuweilen publik werdende Informationsdefizit der Bankenaufsicht, das seinen Ursprung in der Objektferne der zentralisierten Aufsicht hat.
Bei Bankgeschäften wird die Unterbewertung oft als Risikoprämie für das Informationsdefizit eines Anlegers interpretiert.

## Ermittlung
In der Informationstheorie liefert der von Waldemar Wittmann vorgestellte Informationsgrad {\displaystyle I_{g}} durch die Gegenüberstellung der vorhandenen Informationen {\displaystyle I_{v}} mit den für eine Entscheidung notwendigen Informationen {\displaystyle I_{n}} Hinweise auf das Informationsdefizit:
{\displaystyle \mathrm {I_{g}} ={\frac {\mathrm {I_{v}} }{\mathrm {I_{n}} }}}.
Der Entscheidungsträger nimmt ein Informationsdefizit wahr, wenn {\displaystyle I_{g}<100\,\%} beträgt.

## Wirtschaftliche Aspekte
Die Wissensökonomie geht davon aus, dass alle Marktteilnehmer Wissenslücken aufweisen über das, was sie nicht zur Kenntnis nehmen wollen (Informationsbeschaffung zu aufwändig), können (Privatwissen anderer Marktteilnehmer über ihre Präferenzen), dürfen (Betriebsgeheimnisse über Produktqualitäten) oder weil es kein sicheres Wissen gibt (etwa Prognosen über die künftige Marktentwicklung). Über Produkte/Dienstleistungen wissen die Anbieter im Regelfall mehr als die Nachfrager, so dass letztere ein Kaufrisiko haben. Diesem liegen auch asymmetrische Informationen zugrunde, worauf der Grundsatz „der Käufer möge aufpassen“ (lateinisch caveat emptor) beruht. All dies kann zu einem geringeren Informationsgrad führen, der typisch ist für unvollkommene Märkte.
Informationsdefizite resultieren aus unvollkommener Information oder aus Informationsasymmetrien, denen sich ein Entscheidungsträger gegenübersieht. Dann fehlt eine Restmenge von Information bei der Entscheidung und macht die Unvollkommenheit des Informationsstands aus. „Diese Restmenge wird mit Informationsdefizit bezeichnet“.
Als Informediation wird die Beschaffung von Informationen durch einen Marktteilnehmer verstanden, der im Vergleich zu anderen Marktteilnehmern ein Informationsdefizit aufweist, um ein bestehendes Informationsgefälle auszugleichen. Hierdurch kann ein Käufer (beim normalen Kaufvertrag, aber auch beim Unternehmenskauf), Kreditgeber, Lieferant oder Versicherer sein Informationsdefizit gegenüber seinem Vertragspartner senken oder eliminieren. 

## Abgrenzung
Informationsdefizite heißen in der Institutionenökonomik asymmetrische Informationen. Diese sind entweder „verdeckte Eigenschaften“ (englisch hidden characteristics, vor Vertragsabschluss) oder „verdeckte Handlungen und Informationen“ (englisch hidden information, nach Vertragsabschluss).  
Die vorhandene Fachliteratur verwendet den Begriff des Informationsdefizits entweder zutreffend oder falsch (und meint unvollkommene Information). Die Entscheidungstheorie kennt die unvollkommene Information, die einen Informationsgrad von {\displaystyle <100\,\%} hat. Dieser weist aus Sicht des Entscheidungsträgers ein Informationsdefizit auf. 